# Greatest Hits (альбом Дайаны Росс)
Greatest Hits — первый сборник хитов американской певицы Дайаны Росс, выпущенный в 1972 году. Благодаря высокой популярности певицы в Великобритании лейбл Tamla Motown принял решение выпустить сборник для европейского рынка. В Британии альбом получил золотую сертификацию за более чем 100 000 проданных копий.

## Список композиций
| №  | Название                                             | Автор(ы)                       | Из альбома                      | Длительность |
| -- | ---------------------------------------------------- | ------------------------------ | ------------------------------- | ------------ |
| 1. | «Remember Me»                                        | Николас Эшфорд, Валери Симпсон | Surrender (1971)                | 3:16         |
| 2. | «Didn’t You Know You’ve Got to Cry»                  | Николас Эшфорд, Валери Симпсон | Surrender (1971)                | 2:56         |
| 3. | «Doobedood’ndoobe, Doobedood’ndoobe, Doobedood’ndoo» | Дик Ричардс                    | Everything Is Everything (1970) | 4:52         |
| 4. | «Surrender»                                          | Николас Эшфорд, Валери Симпсон | Surrender (1971)                | 2:53         |
| 5. | «And If You See Him»                                 | Николас Эшфорд, Валери Симпсон | Surrender (1971)                | 2:50         |
| 6. | «Ain’t No Mountain High Enough»                      | Николас Эшфорд, Валери Симпсон | Diana Ross (1970)               | 6:16         |

| №  | Название                                | Автор(ы)                                        | Из альбома                      | Длительность |
| -- | --------------------------------------- | ----------------------------------------------- | ------------------------------- | ------------ |
| 1. | «How About You?»                        | Дик Ричардс, Сандра Сандерс, Дэвид Ван Де Питти | Everything Is Everything (1970) | 2:47         |
| 2. | «Reach Out and Touch (Somebody’s Hand)» | Николас Эшфорд, Валери Симпсон                  | Diana Ross (1970)               | 3:02         |
| 3. | «These Things Will Keep Me Loving You»  | Харви Фукуа, Джонни Бристоль, Сильвия Мой       | Diana Ross (1970)               | 3:06         |
| 4. | «Reach Out (I’ll Be There)»             | Ламонт Дозье, Брайан Холланд, Эдди Холланд      | Surrender (1971)                | 4:50         |
| 5. | «(They Long to Be) Close to You»        | Берт Бакарак, Хэл Дэвид                         | Everything Is Everything (1970) | 4:07         |
| 6. | «I’m Still Waiting»                     | Дик Ричардс                                     | Everything Is Everything (1970) | 3:44         |

| Хит-парад (1972)                 | Высшая позиция |
| -------------------------------- | -------------- |
| Великобритания (UK Albums Chart) | 34             |

| Регион | Сертификация | Продажи  |
| --- | ------------ | -------- |
| Великобритания (BPI) | Золотой      | 100 000^ |
| * Данные о продажах приведены только на основе сертификации. ^ Данные о тиражах приведены только на основе сертификации. |              |          |